# Cesare Basile (album)
Cesare Basile è il nono album (l'ottavo in studio) dell'omonimo cantante italiano, pubblicato dalla Urtovox Records nel febbraio 2013.

## Descrizione
Basile ha iniziato a lavorare sul disco in occasione della sua esperienza con l'Arsenale (Federazione Siciliana delle Arti e della Musica), di cui fu tra i principali promotori a partire dal 2011. Con questa fondazione darà vita a numerose iniziative legate al sociale, che porterà all'occupazione del Teatro Coppola di Catania. Con le sue idee e la fiducia dei suoi collaboratori, nell'estate 2012 scrive e registra le nuove canzoni. Il risultato è proprio l'album omonimo, prodotto presso lo Zen Arcade in settembre. È composto da dieci tracce e viene pubblicato a febbraio 2013 per Urtovox. Viene reso disponibile anche in versione vinile per Viceversa records: un doppio album a tiratura limitata che include anche Le ossa di Colapesce, una raccolta di canzoni già edite ma riarrangiate durante una session acustica per la collana In Vinile della Viceversa Records nel settembre 2010.
Il primo singolo estratto è stato Parangelia.
Il disco è stato masterizzato a Milano da Alessandro Gengi Di Guglielmo. La copertina è opera di Monica Saso. I testi e le musiche sono di Cesare Basile, eccezion fatta per Canzuni Addinucchiata, che è stata scritta con Dina Basso. Hanno collaborato Luca Recchia, Massimo Ferrarotto, Rodrigo D'Erasmo, Enrico Gabrielli, Andrea "Fish" Pesce, Marcello Caudullo, Marco Iacampo e Guido Andreani.
Nel settembre 2013 il disco è inserito nella rosa dei cinque finalisti della Targa Tenco nella categoria "miglior album in dialetto". Il 2 ottobre seguente si aggiudica il premio avendo la meglio sugli altri finalisti. Tuttavia, in seguito ad una forte polemica tra la S.I.A.E. e il Teatro Valle Occupato sul tema dei diritti d'autore, dato il forte legame tra il Premio Tenco e la SIAE, Cesare Basile, che partecipa all'attività del Teatro Coppola Teatro dei Cittadini, un teatro occupato e autogestito, dichiara in una lettera aperta che non ritirerà la Targa.

## Tracce
1. Presentazione e sfida
2. Parangelia
3. Canzoni Addinucchiata
4. Nunzio e la Libertà
5. Maliritta carni
6. Minni spartuti
7. L'Orvu
8. Caminanti
9. Lettera di Woody Guthrie al giudice Thayer
10. Sotto i colpi di mezzi favori